# Liste der Biografien/Elg
Liste der Biografien |
Portal Biografien |
Personensuche
# |
A |
B |
C |
D |
E |
F |
G |
H |
I |
J |
K |
L |
M |
N |
O |
P |
Q |
R |
S |
T |
U |
V |
W |
X |
Y |
Z |
?
 
Ea |
Eb |
Ec |
Ed |
Ee |
Ef |
Eg |
Eh |
Ei |
Ej |
Ek |
El |
Em |
En |
Eo |
Ep |
Eq |
Er |
Es |
Et |
Eu |
Ev |
Ew |
Ex |
Ey |
Ez
 
Ela |
Elb |
Elc |
Eld |
Ele |
Elf |
Elg |
Elh |
Eli |
Elj |
Elk |
Ell |
Elm |
Eln |
Elo |
Elp |
Elr |
Els |
Elt |
Elu |
Elv |
Elw |
Ely |
Elz
Die Liste der Biografien führt alle Personen auf, die in der deutschsprachigen Wikipedia einen Artikel haben. Dieses ist eine Teilliste mit 55 Einträgen von Personen, deren Namen mit den Buchstaben „Elg“ beginnt.

## Elg
- Elg, Taina (1930–2025), finnisch-amerikanische Tänzerin und Schauspielerin
- Elg, Tiia (* 1986), finnische Schauspielerin und Tänzerin

### Elga
- Elgaard, Casper (* 1978), dänischer Autorennfahrer
- Elgamal, Adham Hatem (* 1998), ägyptischer Badmintonspieler
- Elgamal, Taher (* 1955), ägyptischer Kryptologe
- Elgar, Avril (1932–2021), britische Schauspielerin
- Elgar, Caroline Alice (1848–1920), britische Schriftstellerin
- Elgar, Charlie (1879–1973), US-amerikanischer Jazz-Bandleader und Geiger im Chicago der 1920er-Jahre
- Elgar, Dean (* 1997), südafrikanischer Cricketspieler
- Elgar, Edward (1857–1934), britischer KomponistEdward Elgar (1857–1934)

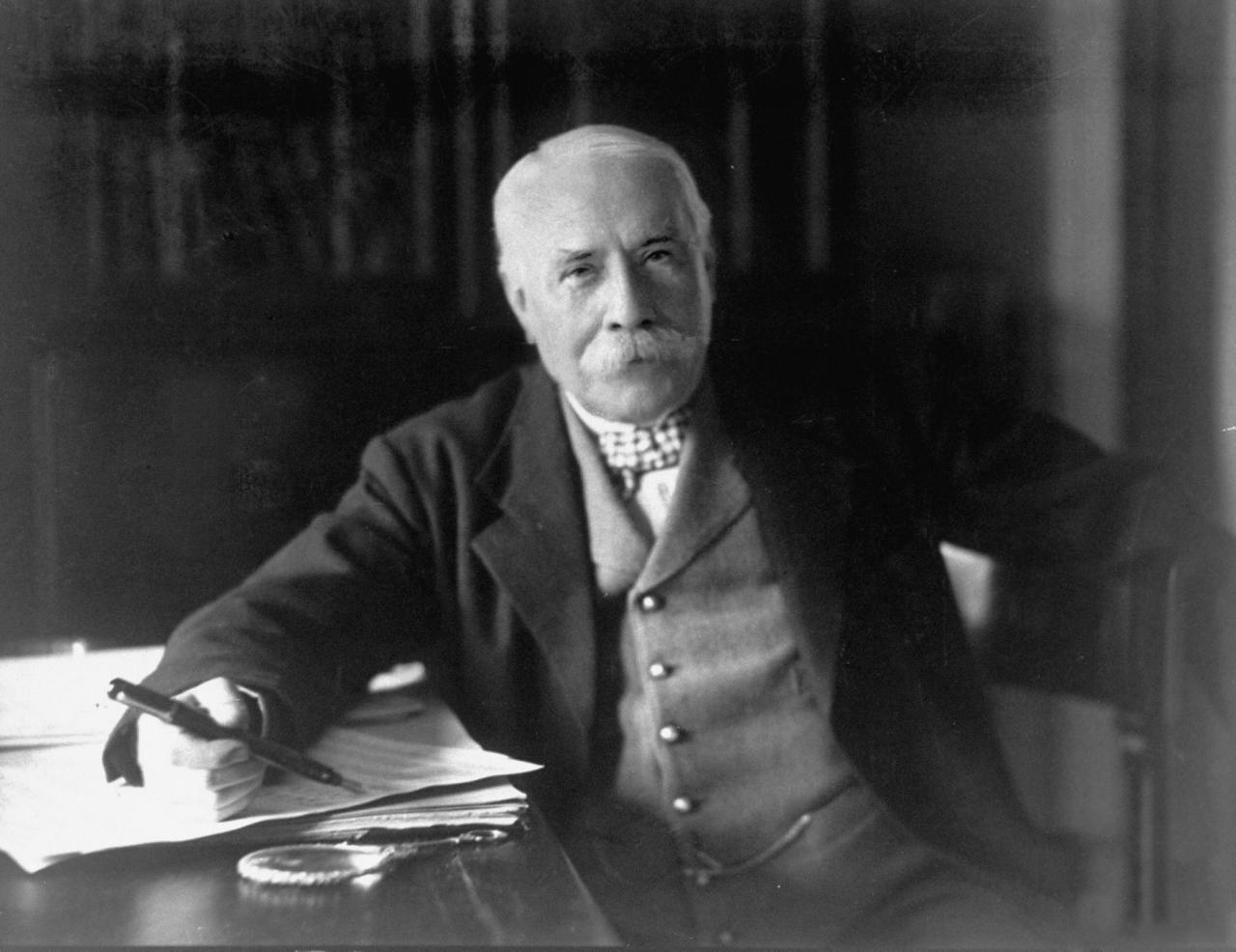
Edward Elgar (1857–1934)

- Elgar, Ilan (* 1947), israelischer Diplomat
- Elgard, Nikolaus († 1587), Weihbischof der katholischen Kirche
- Elgart, Bill (* 1942), US-amerikanischer Jazzschlagzeuger
- Elgart, Larry (1922–2017), US-amerikanischer Bandleader und Saxophonist
- Elgart, Les (1917–1995), US-amerikanischer Jazz-Trompeter und Bigband-Leader
- Elgas, Karl (1900–1985), deutscher Politiker (KPD, SPD), MdR, MdA
- Elgaß, Peter (* 1953), deutscher Journalist und Verleger

### Elge
- Elgee, Jane Francesca († 1896), irische Schriftstellerin
- Elgen, Magda (1896–1941), deutsche Theater- und Filmschauspielerin
- Elgenstierna, Gustaf (1871–1948), schwedischer Postangestellter und Genealoge
- Elger IV. zu Hohenstein († 1242), deutscher Dominikaner
- Elger, Christian E. (* 1949), deutscher Neurologe
- Elger, Daniela, Sängerin und Fernsehmoderatorin
- Elger, Dietmar (* 1958), deutscher Kunsthistoriker und Kurator
- Elger, Gustav (1908–1991), österreichischer Schauspieler
- Elger, Johannes Evangelist (1756–1828), deutscher Botaniker und Benediktiner
- Elger, Ralf (* 1960), deutscher Orientalist
- Elger, Thomas Gwyn (1836–1897), britischer Astronom
- Elgerd, Olle Ingemar (1925–1997), schwedisch-amerikanischer Elektrotechniker
- Elgers, Paul (* 1876), deutscher Geiger und Musikpädagoge
- Elgers, Paul (1915–1995), deutscher Schriftsteller
- Elgersma, Lars (* 1983), niederländischer Eisschnellläufer
- Elgersma, Rupert, Dominikanermönch und Propst von Cölln und Bernau
- Elgert, Maxwell (* 1998), kanadischer Volleyballspieler
- Elgert, Norbert (* 1957), deutscher Fußballspieler und -trainer
- Elges, Hella (* 1949), deutsche Theaterschauspielerin
- Elgeti, Klaus (1934–2022), deutscher Verfahrenstechniker

### Elgh
- Elgh, Eje (* 1953), schwedischer Automobilrennfahrer
- Elghanian, Habib (1912–1979), iranischer Geschäftsmann

### Elgi
- Elgie, Robert (1965–2019), britischer Politikwissenschaftler
- Elgin, Suzette Haden (1936–2015), US-amerikanische Schriftstellerin und Linguistin
- Elgiser, Joseph (1929–2014), sowjetischer bzw. ukrainischer Komponist, Musikpädagoge und Pianist

### Elgn
- Elgnowski, Hermann (1830–1895), deutscher Richter und Abgeordneter

### Elgo
- Elgood, John Hamel (1909–1998), britischer Ornithologe und Hochschullehrer
- Elgort, Ansel (* 1994), US-amerikanischer SchauspielerAnsel Elgort (* 1994)

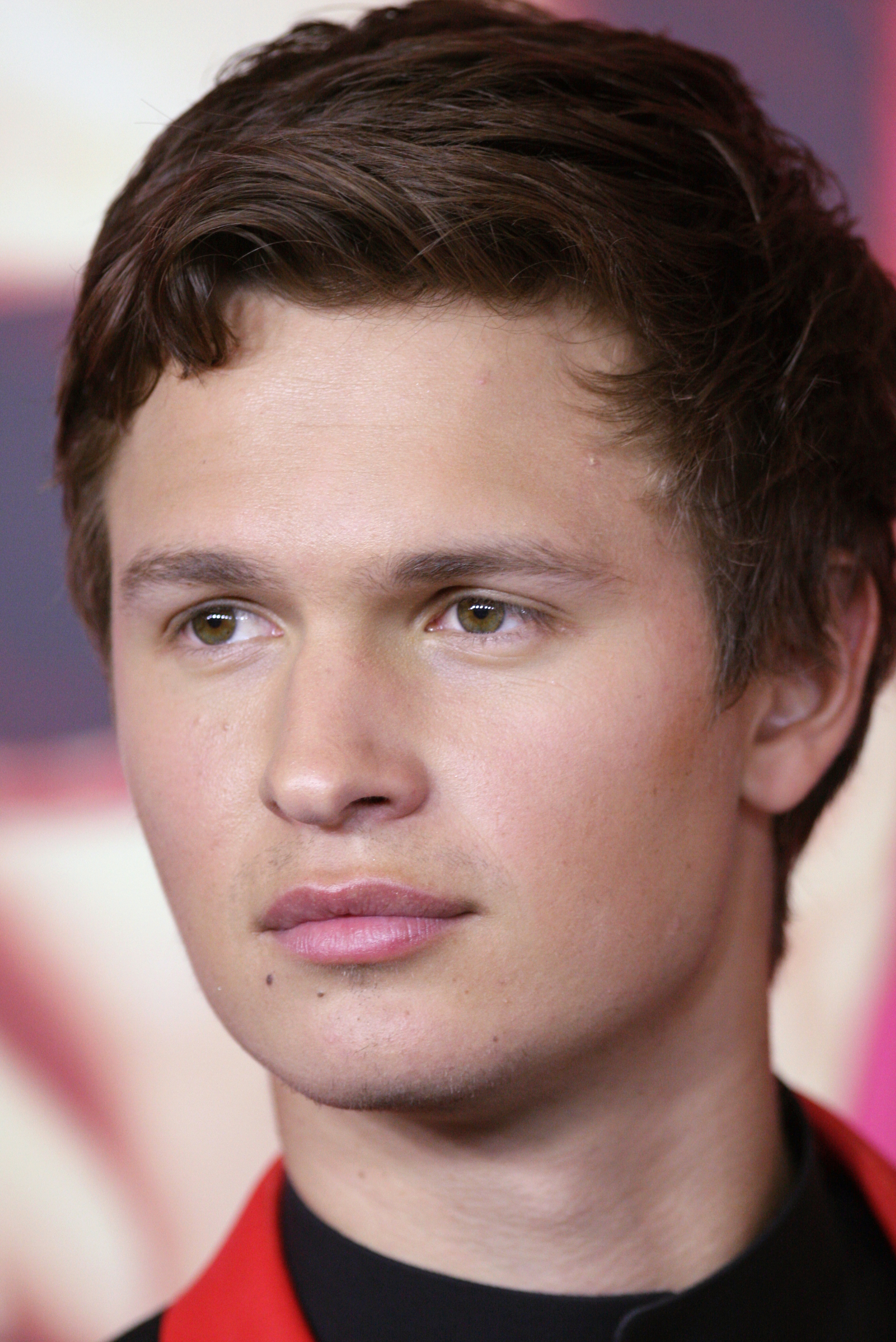
Ansel Elgort (* 1994)

- Elgort, Arthur (* 1940), amerikanischer Fotograf
- Elgott, Gustav Adolph Helmrich von (1706–1782), preußischer Landrat
- Elgott, Sylvius Rudolph Helmrich von (* 1710), preußischer Landrat
- Elgoyhen, Ana Belén (* 1959), argentinische Biochemikerin und Molekularbiologin

### Elgr
- Elgr, Ladislav (* 1980), tschechischer Opernsänger (Tenor)
- Elgraoui, Zouheir (* 1994), marokkanischer Volleyball- und Beachvolleyballspieler

### Elgs
- Elgström, Ole (* 1950), schwedischer Politikwissenschaftler und Professor an der Universität Lund

### Elgu
- Elgueta, Humberto (1904–1976), chilenischer Fußballspieler
- Elgün, Nakiye (1882–1954), türkische Lehrerin, Frauenrechtlerin und Politikerin

### Elgv
- Elgvin, Torleif (* 1950), norwegischer evangelischer Theologe und Spezialist für Qumranforschung